# Дединци
Дединци е село в Северна България. То се намира в община Златарица, област Велико Търново.

## География
Село Дединци се намира в планински район.

## Редовни събития
През лятото е празникът на селото и тогава то става много оживено.